# 福吉大雅
福吉 大雅（ふくよし たいが、1994年4月7日 - ）は、日本の俳優。
東京都出身。イヅプロダクション所属。日本大学藝術学部映画学科監督コース卒業。
映画美学校アクターズ・コース修了。

## 出演

### テレビドラマ
- 高校入試（2012年、フジテレビ）- 生徒 役
- アゲイン!!（2014年、TBS／MBS）- クラスメイト 役
- LINEの答えあわせ〜男と女の勘違い〜（2020年、読売テレビ／TSUTAYAプレミアム）
- 大河ドラマ 青天を衝け（2021年、NHK） - 善太郎 役　レギュラー
- 土方のスマホ（2021年9月27日、NHK総合）- 徳川慶喜 役
- ナンバMG5 第6話（2022年5月25日、フジテレビ）- 横浜のヤンキー 役
- 正しい恋の始めかた（2023年1月1日、テレビ朝日）- 海斗 役
- バンカケ〜警視庁自動車警ら隊（2023年3月27日、テレビ東京）- 階堂昇（新人時代）役
- きのう何食べた? season2 第10話（2023年12月8日、テレビ東京）- 室田雅広 役
- ハスリンボーイ 最終話（2024年11月、WOWOW）- スーパーの店員 役

### 配信ドラマ
- MIJIKAオリジナルドラマ「VerifieR-立証者-」（2019年、楽天TV） - 光岡健太 役
- ちゃお公式YouTubeチャンネル「恐怖学校伝説」（2021年、YouTube配信） - 尚也くん 役
- 吾輩は猫になりたい！（2022年、YouTube配信） - 主演
- 今際の国のアリス シーズン2 第1話（2022年12月、Netflix） - プレイヤー2 役
- 幽☆遊☆白書 （2023年12月、Netflix） - 生徒 役

### 映画
- 君と会えたら（2017年、第1回 渋谷TANPEN映画祭CLIMAXat佐世保入選） - 主演・アキラ 役[3]
- 坂道、くだりきっても（2018年、東京藝術大学大学院映像研究科） - 坪井 役
- アイドル残酷物語（2019年、映画美学校、監督・小出豊） - 主演・三橋 役[4]
- They Stay Home（2020年、アートにエールを東京プロジェクト）
- 少し未来のある部屋で（2021年、第15回関西クィア映画祭入選）[5]
- TELL ME 〜hideと見た景色〜（2022年、KADOKAWA）- hide（青年期） 役
- フリークスの雨傘（2024年）- 北野翔 役[6]

### 広告
- 大田区社会福祉協議会PR動画 （2024年、YouTube配信） - 主演・今井コウヤ 役

### 舞台
- 『赤毛のアン』（2014年3月23日〜2016年、全労済ホールスペース・ゼロ 他）- ロバート 役
- 『疾風!! 新選組 〜時を駆け抜けた漢たち〜』（2015年2月、中目黒ウッディシアター） - 加納一馬 役
- 『ハツカネズミと人間』（2015年2月17日 - 2月22日、中野ザ・ポケット）- ジョン 役
- 『薔薇の香水師』（2015年12月23日、押上ワロップスタジオ）- 銀月ダイヤ 役
- 『人猫「このニャかに人猫（じんびょう）がいるニャ」』（2015年12月、俳優座劇場） - 支倉つねニャが 役
- 『革命日記』作・平田オリザ、演出・山内健二（2019年、アトリエ春風舎） - 桜井 役[2]
- 『サイエンス・フィクション』（2020年、リモート演劇、演出・田中壮太郎）- ジミー 役
- 『Between the Towers』（2022年11月、SPACE 雑遊、演出・川村毅）[7]
- 『蚤の帝国』（2022年11月、SPACE 雑遊、演出・川村毅）[7]
- 『微睡みのレチタティーヴォ』（2023年2月、SPACE 雑遊、演出・川村毅）[8]

### MV
- submarine dog『Romance』（2020年）
- lilbesh ramko『haikai:pop』（2024年）

### その他
- 雑誌 street jack モデル
- 東急電鉄 接客サービス選手権
- 「第一回 MPBオーディション Supported by JUNON」ファイナリスト
- 「新一万円札発行記念祝賀パレード」（2024年、深谷市）

## その他参加作品

### テレビドラマ
- 明日、私は誰かのカノジョ（2022年4月13日 - 6月29日、毎日放送・TBS）- 助監督

### 映画
- 海街diary（2015年、監督：是枝裕和）- 制作応援
- 野球対決（2016年） - 監督・主演
  - 岩井俊二のMOVIEラボ シーズン2（2016年2月、NHK Eテレ）#2「闘う」1分スマホ映画放送
- 神様のいるところ（2019年、第24回釜山国際映画祭New Currents部門選出、監督：鈴木冴）- 助監督
- 由宇子の天秤（2021年、第25回釜山国際映画祭New Currents Award受賞、監督：春本雄二郎）
- 「秘密の花園」～ストロベリーちゃんの超華麗な生活より～（2021年、監督：川野直輝）- 助監督[9]